# Johann Siebmacher

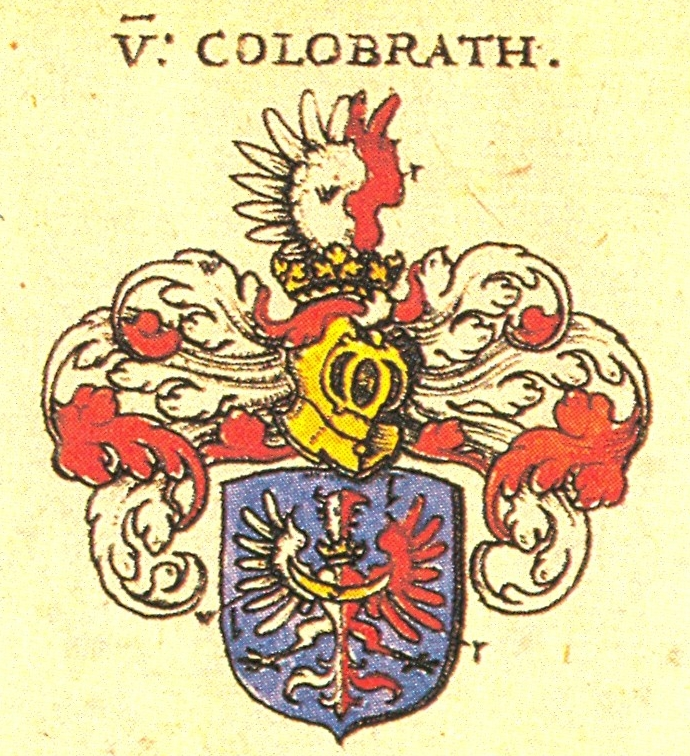
Vyobrazení erbu rodu Kolovratů v Siebmacherově lexikonu

Johann Ambrosius Siebmacher, někdy též Hans Sibmacher či jen Syber (1561 Norimberk – 23. března 1611 tamtéž) byl německý malíř erbů, mědirytec, grafik a vydavatel.
Je znám především jako autor tištěného erbovníku vyšší a nižší šlechty, církevních institucí a měst Svaté říše římské z roku 1605.